# Marian Nietupski
Marian Nietupski (ur. 26 maja 1931 w Ostrynce) – polski wioślarz, olimpijczyk z Melbourne (1956), Mistrz Sportu, Zasłużony Pracownik Rolnictwa, a także działacz Klubu Olimpijczyka. Syn Klemensa i Felicji (z d. Kropiwnicka).
Ukończył Wyższą Szkołę Rolniczą we Wrocławiu, gdzie zdobył zawód lekarza weterynarii, a następnie również na tej samej uczelni, doktoryzował się.
W latach 1952–1957 należał do klubu sportowego AZS Wrocław. Jego trenerem był Zbigniew Schwarzer.

## Osiągnięcia sportowe
- 1956 – 4. miejsce podczas Mistrzostw Europy w Bledzie (czwórki bez sternika, w osadzie razem ze Szczepanem Grajczykiem, Kazimierzem Błasińskim, Zbigniewem Paradowskim);
- 1956 – uczestnik Igrzysk Olimpijskich w Melbourne, w osadzie razem ze Szczepanem Grajczykiem, Kazimierzem Błasińskim, Zbigniewem Paradowskim – czwórki bez sternika odpadły z konkurencji – po 2. miejscu w przedbiegach (6:46.3), a następnie 4. miejscu w półfinałach (8:32.0).

Wchodził w skład reprezentacyjnej osady czwórek bez sternika.